# جان كافاييس
جان كافاييس (بالفرنسية: Jean Cavaillès)‏ ـ (15 مايو 1903 ـ 17 فبراير 1944) هو فيلسوف ورياضياتي فرنسي، تخصص في فلسفة العلوم. شارك في المقاومة الفرنسية ضد النازي ضمن صفوف حركة ليبراسيون (بالفرنسية: Libération-Nord)‏، فأعدمه الغستابو رميًا بالرصاص في 17 فبراير 1944.